# Helogale parvula
Espèce
Statut de conservation UICN

 LC  : Préoccupation mineure
Helogale parvula, ou Mangouste naine du Sud, est une espèce de mammifères de la famille des Herpestidae.

## Liste des sous-espèces
Selon Mammal Species of the World (version 3, 2005)  (14 mai 2013) et Catalogue of Life (14 mai 2013) :
- sous-espèce Helogale parvula ivori Thomas, 1919

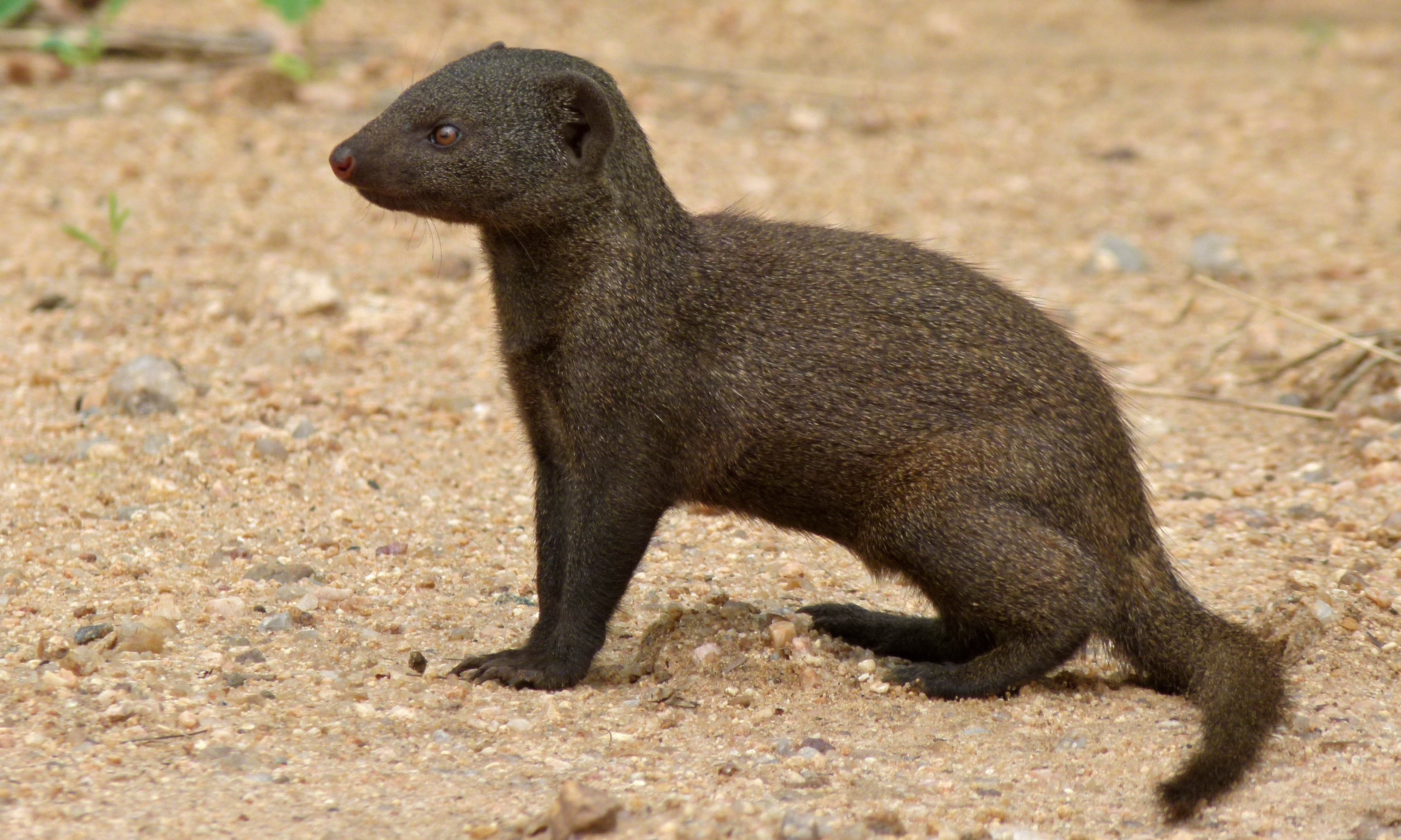
Helogale parvula (parc national Kruger, Afrique du sud)

- sous-espèce Helogale parvula mimetra Thomas, 1926
- sous-espèce Helogale parvula nero Thomas, 1928
- sous-espèce Helogale parvula parvula (Sundevall, 1847)
- sous-espèce Helogale parvula ruficeps Kershaw, 1922
- sous-espèce Helogale parvula undulatus (Peters, 1852)
- sous-espèce Helogale parvula varia Thomas, 1902